# Будківська сільська рада (Маневицький район)
Будківська сільська рада — адміністративно-територіальна одиниця та орган місцевого самоврядування у Маневицькому районі Волинської області з адміністративним центром у с. Будки.

## Загальні відомості
Історична дата утворення: в 1945 році. Водоймища на території, підпорядкованій раді: річки Чернявка, Окінка.

## Населені пункти
Сільській раді підпорядковані населені пункти:
- с. Будки
- с. Кам'януха
- с. Рудка

## Склад ради
Рада складається з 12 депутатів та голови.

### Керівний склад ради
| ПІБ                      | Основні відомості                                                               | Дата обрання | Дата звільнення |
| ------------------------ | ------------------------------------------------------------------------------- | ------------ | --------------- |
| Цикалюк Галина Дмитрівна | Сільський голова, 1967 року народження, освіта, позапартійна                    | 26.03.2006   | 31.10.2010      |
| Цикалюк Галина Дмитрівна | Сільський голова, 1967 року народження, освіта середня спеціальна, позапартійна | 31.10.2010   |                 |

Примітка: таблиця складена за даними джерела

## Населення
Згідно з переписом УРСР 1989 року чисельність наявного населення сільської ради становила 1048 осіб, з яких 482 чоловіки та 566 жінок.
За переписом населення України 2001 року в сільській раді мешкало 1253 осіб.

### Мова
Розподіл населення за рідною мовою за даними перепису 2001 року:
| Мова       | Відсоток |
| ---------- | -------- |
| українська | 99,52 %  |
| російська  | 0,38 %   |